# Чемпіонат світу з шосейно-кільцевих мотоперегонів 1955
Чемпіонат світу з шосейно-кільцевих мотоперегонів сезону 1955 року — 7-ий сезон змагань з шосейно-кільцевих мотоперегонів серії Гран-Прі, що проводився під егідою Міжнародної мотоциклетної федерації (FIM). Змагання відбувались у 5 класах: 500cc, 350cc, 250cc, 125cc та 500cc на мотоциклах з колясками. Всього відбулось 8 етапів. Почався сезон 1 травня з Гран-Прі Іспанії, завершився 4 вересня гонкою Гран-Прі Націй.

## Етапи Гран-Прі
У порівнянні з попереднім сезоном кількість Гран-Прі зменшилась на одне — до восьми — Гран-Прі Швейцарії було скасовано через аварію, яка сталася під час гонки в Ле-Мані та призвела до загибелі 80 людей (пізніше урядом країни  на законодавчому рівні була введена заборона на проведення будь-яких змагань з авто- та мотоспорту, яка діє і дотепер). Гран-Прі ФРН переїхало з Солітудереннена до Нюрбургрингу.
| Раунд | Дата      | Гран-Прі              | Автомотодром                     | Переможці     | Переможці           | Переможці       | Переможці         | Переможці        | Звіт |
| Раунд | Дата      | Гран-Прі              | Автомотодром                     | 125cc         | 250cc               | 350cc           | 500cc             | 500cc з коляскою | Звіт |
| ----- | --------- | --------------------- | -------------------------------- | ------------- | ------------------- | --------------- | ----------------- | ---------------- | ---- |
| 1     | 1 травня  | Гран-Прі Іспанії      | Монжуїк, Монжуїк                 | Луїджі Тавері |                     |                 | Рег Армстронг     | Фауст/Реммерт    | Звіт |
| 2     | 15 травня | Гран-Прі Франції      | Реймс-Гу, Реймс                  | Карло Уббіалі |                     | Дуіліо Агостіні | Джеф Дюк          |                  | Звіт |
| 3     | 10 червня | Isle of Man TT1       | Snaefell Mountain Course, Дуглас | Карло Уббіалі | Білл Ломас          | Білл Ломас      | Джеф Дюк          | Шнайдер/Штраус   | Звіт |
| 4     | 26 червня | Гран-Прі ФРН          | Нюрбургринг, Нюрбург             | Карло Уббіалі | Герман Пауль Мюллер | Білл Ломас      | Джеф Дюк          | Фауст/Реммерт    | Звіт |
| 5     | 3 липня   | Гран-Прі Бельгії      | Спа-Франкоршам, Спа              |               |                     | Білл Ломас      | Джузеппе Кольнаго | Ноль/Крон        | Звіт |
| 6     | 16 липня  | Гран-Прі Нідерландів2 | Ассен, Ассен                     | Карло Уббіалі | Луїджі Тавері       | Кен Кавано      | Джеф Дюк          | Фауст/Реммерт    | Звіт |
| 7     | 13 серпня | Гран-Прі Ольстеру2    | Дандро, Антрім                   |               | Джон Сертіс         | Білл Ломас      | Білл Ломас        |                  | Звіт |
| 8     | 4 вересня | Гран-Прі Націй        | Монца, Монца                     | Карло Уббіалі | Карло Уббіалі       | Діккі Дейл      | Умберто Мазетті   | Ноль/Крон        | Звіт |

Примітки:
1. ↑  — гонка відбувалася в п'ятницю;
2. ↑  — гонка відбувалася в суботу.